# Österhaninge landskommun
Österhaninge landskommun var en tidigare kommun i Stockholms län.

## Administrativ historik
Den 1 januari 1863, när kommunalförordningarna började tillämpas, skapades över hela riket cirka 2 500 kommuner, varav 89 städer, 8 köpingar och resten landskommuner.
Då inrättades i Österhaninge socken i Sotholms härad i Södermanland denna kommun.
Kommunen påverkades inte av kommunreformen 1 januari 1952. Den 1 januari 1959 tillfördes Dalarö landskommun (med 1 236 invånare och omfattande en areal av 140,16 km², varav 138,49 km² land) genom sammanläggning med Österhaninge.
Österhaninge och Västerhaninge förenades 1971 till Haninge kommun.

### Kyrklig tillhörighet
I kyrkligt hänseende tillhörde kommunen Österhaninge församling. Den 1 januari 1959 tillkom församlingarna Dalarö, Ornö och Utö.

## Kommunvapen
Blasonering: I fält av guld en tjädertupp stående på ett med utåtvidgade armar och genomborrat, runt mittparti format kors, båda röda.
Vapnet fastställdes 1951. Motivet hämtades från en runhäll vid Tyresta, Södermanlands runinskrifter 270.

## Geografi
Österhaninge landskommun omfattade den 1 januari 1952 en areal av 155,58 km², varav 153,05 km² land. Efter nymätningar och arealberäkningar färdiga den 1 januari 1955 omfattade landskommunen den 1 januari 1961 en areal av 296,96 km², varav 292,82 km² land.

### Tätorter i kommunen 1960
| Tätort         | Folkmängd |
| -------------- | --------- |
| Handen, del av | 7 215     |
| Dalarö         | 523       |

Tätortsgraden i kommunen var den 1 november 1960 83,5 procent.

## Politik

### Mandatfördelning i valen 1938-1966
| 14 | 3 | 2 | 3 |

| 21 |

| 16 | 3 | 6 |

| 21 | 4 |

| 2 | 14 | 5 | 4 |

| 20 | 5 |

| 13 | 2 | 8 | 2 |

| 22 |

|  | 12 | 2 | 8 | 2 |

| 22 |

|  | 17 | 4 | 7 | 6 |

| 31 |

|  | 17 | 3 | 9 | 5 |

| 29 | 6 |

| 3 | 14 | 4 | 9 | 5 |

| 29 | 6 |